# Saluki
Saluki, saluka či perský chrt, je íránské psí plemeno vyšlechtěné především pro lov gazel . Dnes je chována spíše jako společenský nebo dostihový pes.

## Historie
Saluki je velmi staré íránské plemeno. První zmínky o podobných psech nalezneme již kolem roku 4 000 př. n. l. Tyto informace pocházejí hlavně z oblasti dnešního Egypta. Povětšinou se jedná o nástěnné malby. Psi velmi podobni dnešní saluce se nacházejí na nástěnných malbách v hrobce krále Thutmose III., což byl panovník starověkého Egypta, dokonce jeden z nejznámějších. Muslimové věří, že psi a prasata jsou nečistá zvířata, právě saluce ale byla udělena zvláštní "výjimka" a proto se jako jediné psí plemeno může skutečně chovat i v muslimské rodině. Už v době Thutmose III. existovaly dva typy saluk — dlouhosrstá a krátkosrstá. Tyto dvě varianty můžeme nalézt dodnes, avšak rozšířenější je varianta dlouhosrstá.
Egypťané měli saluky velmi v lásce, svědčí o tom i nástěnná kresba s faraónem Antefem, který žil okolo 3. tisíciletí př. n. l. Kresba znázorňuje faraóna sedícího na zlatém trůnu, u jehož nohou leží dlouhosrstá saluki. Ve faraónově hrobce byl nalezen papyrus pojednávající o faraónově oblíbené feně jménem "Bílá Gazela", která nejvíce připomíná saluki nebo sloughi. Bůh Anubis má lidské tělo a hlavu chrta, která nápadně připomíná tu, kterou mají saluky.
Saluky byly a pořád jsou oblíbené i u Beduínů, ale také u kmene Djafí. V době před naším letopočtem byla dobrá saluka mnohem cennější než velbloud a lidé si jí velmi cenili.
První saluki v Evropě se objevila v Anglii, kam ji dovezl Hamilton Smith. To se stalo v 1840. Ale za první opravdovou chovatelku saluk v Evropě je považována Florence Amherst. Ta se začala zabývat chovem tohoto plemene v roce 1895. Tento rok dovezla z oblasti Al Salihah pár saluk. V Německu se zase první saluky objevily na konci 19. století, kdy je přivezl hrabě von der Schulenberg.
Dnes je saluki velmi oblíbená i v České republice, kde se nachází několik chovných stanic. K původnímu účelu lovení gazel ji používají už jen Beduíni, jinak je to spíše dostihový pes a společník.

## Vzhled
Saluki má typickou chrtí postavu, je štíhlá, elegantní. Hlava je dlouhá, nešená vzpřímeně na dlouhém krku; čelní sklon mírný, uši svěšené. Hrudník je úzký, avšak hluboký, elegantní křivkou přechází ve vtažené břicho. Ocas je dlouhý, nízko nasazený a svěšený.
Kohoutková výška se obvykle pohybuje v rozmezí 60 a 70 cm, feny mohou být i menší. Srst je jemná a hladká. Vyskytují se dvě varianty: první (běžnější) s třásněmi na uších a opeřením na nohách a druhá zcela hladkosrstá. Barevnost se pohybuje od bílé přes zlatou, rezavou a černostříbrnou až k trikolorní (černá, bílá, tříslová). Oči a nos jsou tmavé.

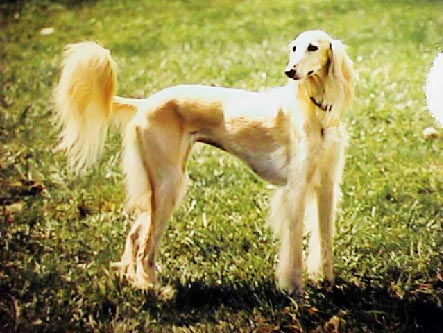
Bílá saluka

## Povaha
Jako ostatní chrti je saluki nezávislý, aristokratický pes se silným loveckým instinktem. Doma je klidná, k cizím lidem se chová odměřeně. O ní i o ostatních chrtech se říká, že "loví očima". To znamená, že pokud něco uvidí, rozběhne se za tím, proto není vhodné pouštět ji z vodítka — je totiž velmi těžké ji přivolat. Saluka nemá ve zvyku pána otrocky poslouchat a neudělá vše, co mu na očích uvidí, ale lze si ji vychovat alespoň do takové míry, aby byla dobrou společnicí. Na rozdíl od jiných plemen psů je saluka svobodomyslná a nezávislá, zpravidla výcvik ignoruje.
Je vhodná k hodným dětem – děti má moc ráda. Je však dominantní a velmi hrdá, proto nemá ráda necitlivé dětské hry, jako tahání za ocas nebo za uši.
Ostatní psy ignoruje, proto se hodí k psím dostihům. Nemá s cizími psy problém, ale přehnaně dominantní nebo povyšující se jedince nestrpí. Je vhodná k jiným domácím zvířatům – s kočkami vychází velmi přátelsky.
K cizím lidem se chová odtažitě, ale ne bojácně nebo agresivně. Neštěká. Je velmi nezávislá, nehodí se na hlídání.[zdroj?]

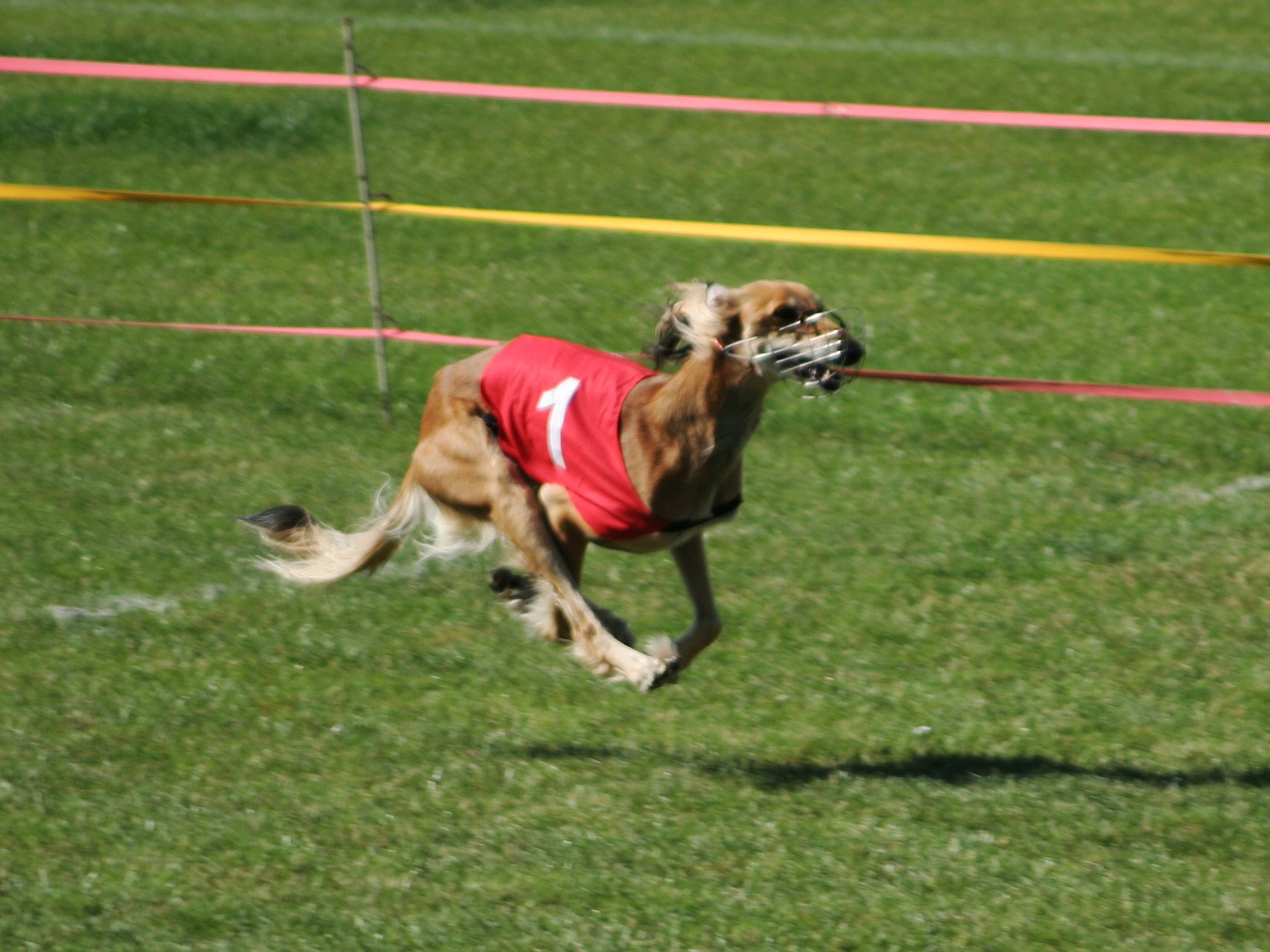
Saluki na psích dostizích

## Péče

### Péče o srst
Dlouhosrstá i krátkosrstá varianta líná pravidelně 2x do roka (na jaře a na podzim), ale jen minimálně. Dlouhosrstá varianta vyžaduje občasné pročesávání a koupání. Naopak srst krátkosrsté varianty nepotřebuje skoro žádnou péči. Většina chrtů a tím pádem i saluky nemají rády vodu, tedy ani koupání.

### Pohyb
Vyžaduje hodně pohybu, nejlépe volného, ale ten je těžké jí dopřát. Je to hlavně proto, že často utíká a přivolání je velmi těžké. Takže se nedoporučuje pouštět jí z vodítka. Hodí se pro chůzi nebo běh při kole, ale ne pro plavání nebo horské túry. Je vhodná pro psí dostihy.